# A1 (Frankrijk)
De A1 (Autoroute 1) met Milieuzone (zie onderin) , vaak Autoroute du Nord genoemd, is een autosnelweg in het noorden van Frankrijk die Parijs met Rijsel verbindt. De E15, E17 en E19 lopen voor een deel over de A1. Ook loopt de TGV-verbinding tussen Parijs en Lille grotendeels parallel aan de A1.
De autosnelweg is aangelegd tussen 1954 en 1965. Op het gedeelte tussen Senlis en Arras wordt tol geheven.
De A1 is een van de drukkere routes van Frankrijk. De weg heeft een belangrijke functie voor het binnenlandse verkeer als verbinding van het verstedelijkte gebied rond Lille met Parijs en voor het internationale verkeer tussen enerzijds Nederland en België en anderzijds Midden- en Zuid-Frankrijk. De A1 trekt daardoor in de zomer veel vakantieverkeer.
Wat verder opvallend is langs deze weg zijn de grote steenbergen bij Hénin-Beaumont.
Milieuzone
Lille heeft twee milieuzones:
Lille ZFE
Lille (regio Lille) ZPA centraal
Naam van de milieuzone: 
Milieuzone Lille ZFE - Frankrijk
Milieuzone geldig sinds: 01-01-2025
Soort milieuzone: permanent geldig, 0:00 - 24:00 u
Rijverboden (tijdelijk): Momenteel niet bekend
Rijverboden (vast): alle voertuigen (behalve L) zonder sticker
Boetes: 68,00 € - 450,00 €
Gebied van de milieuzone:
De ZFE is van toepassing op de 95 gemeenten van de Europese metropool Lille en op het structurerende netwerk (A1, A25, A22, A27, A23, N227, N356, N41, N47).
Bijzonderheden: Handmatige controle van de politieagenten
Uitzonderingen: Arts, Brandweer, Militair, Oldtimer ouder dan 30 jaar, Politieauto, Douane, Sneeuwploeg, Stadsbus en Ambulance
Bron:

## Zie ook

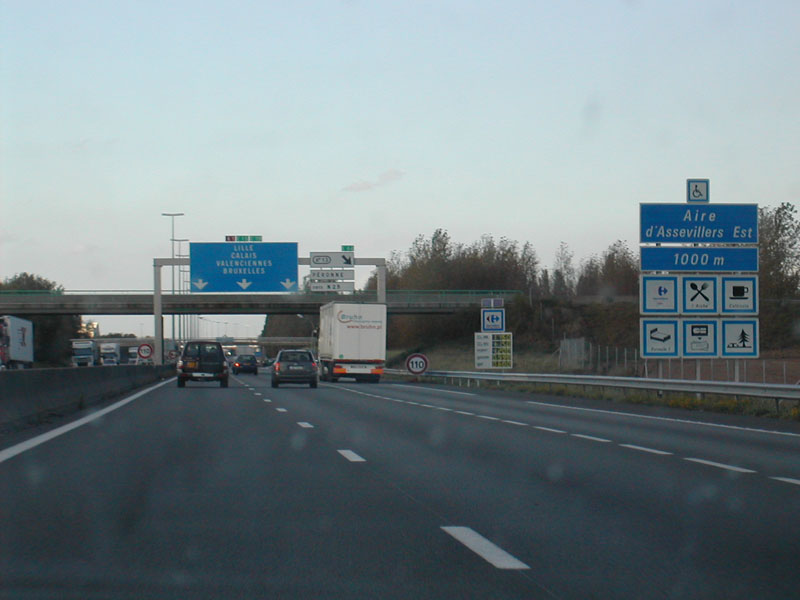
De A1 nabij Péronne